# 乌鸦喝水

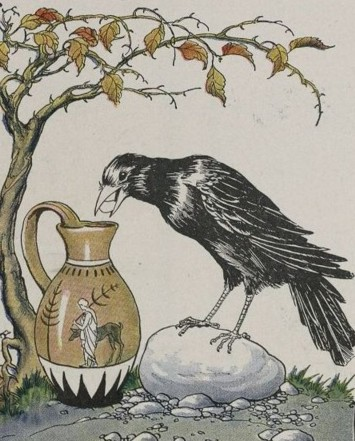
《乌鸦喝水》——米罗·温特尔1919年作

《乌鸦喝水》（英語：The Crow and the Pitcher，或译为《乌鸦和水壶》）是《伊索寓言》里的一则故事。故事描绘了一只乌鸦通过向水壶中投掷小石块而喝到壶中的水。现代科学证明，鸦科动物拥有一定的推理和解决问题能力，而非简单的工具性条件反射。

## 寓言与寓意
这则寓言是公元1世纪希腊诗人比亚诺尔（Bianor）的一首诗的主题，被收录在公元2世纪伪多西修斯（pseudo-Dositheus）的寓言集中，后来出现在4—5世纪阿维阿努斯（Avianus）的拉丁诗集中。A.E.赖特的 Hie lert uns der meister: Latin Commentary and the Germany Fable 一书记录了这则故事在古典时期和中世纪的传播历史。
这个故事是关于一只口渴的乌鸦，它遇到了一个水壶，水壶底部有水，超出了它的喙的范围。尝试推倒未果后，这只鸟将一颗颗鹅卵石投入水壶中，直到水上升到水壶的顶部，最终喝到了水。在阿维阿努斯的讲述中，这是一个充满巧思美德的寓言：“这个寓言告诉我们，深思熟虑优于蛮力。”故事的其他传诵者则强调了乌鸦贵在坚持。在弗朗西斯·巴洛 (Francis Barlow) 的版本中，故事被用谚语“需要是发明之母”所归纳，而20世纪早期的一段复述引用了谚语“志存高远，事竟成”。
这个寓言的艺术用途可以追溯到罗马时代，一幅幸存下来的马赛克被认为是以乌鸦和水壶的故事为主题。现代作品包括18世纪和19世纪的英国瓷砖，以及贾斯汀·C·格鲁埃勒（Justin C. Gruelle，1889—1978年）为康涅狄格州一所学校创作的美国壁画。 这些作品以及寓言书中的插图在创作方面有很少的发挥空间。它们最大的差异在于所涉及的水壶容器的类型，几个世纪以来，容器的类型已经从简单的粘土罐发展成精美的希腊陶瓷壶。